# 曙猿属
曙猿属，是目前已知的高等灵长类最早祖先，相信生存於始新世，目前已确认的有两个种：中华曙猿和世纪曙猿。该属动物的化石被广泛发现于中国、缅甸、巴基斯坦、泰国等地。